# Chaparaco
Chaparaco es una localidad situada en el municipio de Zamora en el estado de Michoacán de Ocampo.

## Población
Tiene una población de 2,730 habitantes. Es el pueblo más poblado en la posición número 6 de todo el municipio. 

## Geografía
Se encuentra a 3.9 kilómetros (en dirección Noreste) de la ciudad de Zamora de Hidalgo, que es la que más habitantes tiene dentro del municipio. Chaparaco está a 1,593 metros de altitud.